# Ginette Grandmont
Pour les articles homonymes, voir Grandmont.
Ginette Grandmont est une femme politique québécoise. À la suite de l'élection générale québécoise de 2007, elle a été élue députée de Masson à l'Assemblée nationale du Québec sous la bannière de l'Action démocratique du Québec. 
Elle a été porte-parole de l'opposition officielle en matière d'ainés et d'aidants naturels et est devenue porte-parole des aidants naturels et de l'Office des personnes handicapées du Québec. Elle est également devenue membre de la Commission des affaires sociales le 23 mai 2007. Au début de son mandat, elle a été impliquée dans une controverse. Effectivement, les journaux ont révélé que, comme certains autres députés, elle avait recours au népotisme, faisant travailler à son bureau sa belle-fille. À l'élection générale québécoise de 2008, elle est défaite par le péquiste Guillaume Tremblay.